# التشخيص التفريقي للقهم العصبي
والتي قد تشخص بشكل خاطئ على أنها قهم عصبي. في بعض الحالات، قد تكون هذه الحالات مصاحبة للقهم العصبي لأن التشخيص الخاطئ للقهم العصبي ليس شيء غير مألوف. على سبيل المثال، شخصت حالة تعذر ارتخاء بشكل خاطئ على أنها قهم عصبي وقضى المريض شهرين في مستشفى للأمراض النفسية. ينشأ سبب التشخيص التفريقي الذي يحيط باضطراب الغدد الصماء بشكل رئيسي لأنه -مثل الاضطرابات الأخرى- يكون أوليًا، وإن كان دفاعيًا وتكيفيًا، بالنسبة للفرد المعني. القهم العصبي هو اضطراب نفسي يتميز بانخفاض شديد في تناول الطعام. يميل الأشخاص المصابون به إلى أن تكون لديهم ثقة منخفضة بالنفس وإدراك غير دقيق لجسمهم.
السلوكيات والعلامات الشائعة لشخص مصاب بالقهم العصبي:
- دفع الشخص نفسه على ممارسة التمارين الرياضية بقوة حتى في الظروف المعاكسة أو عندما لا تسمح صحته بذلك.
- إجبار النفس على التبول وإخراج الفضلات من الجسم.
- استخدام الأمفيتامينات البديلة (المنشطات التي يمكن أن تقلل الشهية) لتقليل الشهية.
- تحول الجلد إلى اللون الأصفر.

## طبيًا
قد تشمل بعض التشخيصات الطبية التفريقية أو المرضية ما يلي:
- تعذر الارتخاء - كانت هناك حالات شخص بها تعذر الارتخاء، وهو اضطراب في المريء يؤثر على التمعج، على أنه قهم عصبي. أبلغ عنه في الحالات التي يوجد فيها مظهر تحت سريري للقهم العصبي وأيضًا في الحالات التي تستوفى بها معايير التشخيص الكاملة.[3]
- اعتلال الأعصاب اللاإرادي الحاد هو أحد أشكال الاعتلال العصبي اللاإرادي، وهو عبارة عن مجموعة من المتلازمات والأمراض المختلفة التي تؤثر على الخلايا العصبية اللاإرادية في الجهاز العصبي اللاإرادي (ANS). قد تكون الاعتلالات العصبية اللاإرادية نتيجة لحالة وراثية أو قد تكون مكتسبة بسبب حالات مرضية مختلفة مثل مرض السكري وإدمان الكحول، أو العدوى البكتيرية مثل مرض لايم أو مرض فيروسي. بعض أعراض اعتلال الأعصاب اللاإرادي التي قد تترافق مع الضعف الجنسي تشمل الغثيان وعسر البلع والإمساك وألم في الغدد اللعابية والشبع المبكر. كما أنه يؤثر على التمعج في المعدة. قد يسبب خلل النطق الحاد عدم الاستقرار العاطفي وقد شخص بشكل خاطئ على أنه اضطرابات نفسية مختلفة بما في ذلك العصاب الهستيري والقهم العصبي.[4]
- الذئبة: ترتبط العديد من الأعراض العصبية والنفسية بالذئبة الحمامية الجهازية (SLE)، بما في ذلك الاكتئاب. قد يحدث فقدان الشهية وفقدان الوزن أيضًا مع مرض الذئبة الحمراء، وفي حالات نادرة قد يتم تشخيصه بشكل خاطئ على أنها قهم عصبي.[5][6]
- يُعرف داء لايم باسم المقلد الكبير، لأنه قد يظهر على شكل مجموعة متنوعة من الاضطرابات النفسية أو العصبية بما في ذلك فقدان الشهية العصبي. أصبح صبي يبلغ من العمر 12 عامًا مصابًا بالتهاب مفاصل لايم المؤكد وعولج بالمضادات الحيوية عن طريق الفم مكتئبًا وفاقدًا للشهية. وبعد إدخاله إلى مستشفى للأمراض النفسية مع تشخيص قهم عصبي، لوحظ أن الاختبارات المصلية كانت إيجابية بالنسبة لبوريليا بورجدورفيري. أدى العلاج باستخدام المضادات الحيوية عن طريق الوريد لمدة 14 يوم إلى شفاء الاكتئاب وفقدان الشهية، واستمر هذا التحسن بعد 3 سنوات من المتابعة.[7][8] أصدرت مراكز السيطرة على الأمراض (CDC) بيانًا تحذيريًا (MMWR 54;125) بشأن استخدام العديد من الاختبارات التجارية. أصدرت معايير التشخيص السريري من قبل مركز السيطرة على الأمراض (CDC, MMWR 1997; 46: 531–535)

## أنظر أيضا
- ذئبة حمامية جهازية عصبية نفسية